# Optimalitate Pareto
Optimalitatea Pareto este o stare în care nu se poate îmbunătăți situația nici unei persoane fără a deteriora situația altei persoane. Optimalitatea Pareto este un concept important în economie și în relațiile internaționale, cu aplicare și în teoria jocului. Numele vine de la un economist italian, Vilfredo Pareto.
Conceptul de optimalitate Pareto este folosit în general la distribuția resurselor (bunuri, venituri). O schimbare în alocarea resurselor care îmbunătățește situația a cel puțin un individ fără a o deteriora pe a altuia se numește îmbunătățire Pareto. Optimalitatea Pareto nu implică o distribuție dezirabilă sau echitabilă a resurselor. De exemplu, presupunînd că bunăstarea unui individ crește cu cît cresc resursele alocate lui, alocînd toate resursele unui singur individ și nimic celorlalți creează o stare de optimalitate Pareto.